# Luyego
Luyego ist ein nordspanischer Ort und eine Gemeinde (municipio) mit 554 Einwohnern (Stand: 2024) in der Provinz León in der Autonomen Gemeinschaft Kastilien-León.

## Lage
Die sechs Dörfer der Gemeinde (Luyego de Somoza, Quintanilla de Somoza, Villalibre de Somoza, Villar de Golfer, Priaranza de la Valduerna und Tabuyo del Monte) liegen in den Bergen der Montes de León in einer Höhe zwischen 963 und 1066 Metern ü. d. M. Die Entfernung nach Astorga beträgt etwa 20 Kilometer (Fahrtstrecke) in nordöstlicher Richtung; die Stadt León liegt etwa 67 Kilometer nordöstlich. Durch das Gemeindegebiet fließt der Río Duerna.

## Bevölkerungsentwicklung
| Jahr      | 1960  | 1970  | 1981  | 1991  | 2001 | 2014 |
| Einwohner | 2.044 | 1.792 | 1.131 | 1.057 | 943  | 740  |

Um die Mitte des 19. Jahrhunderts lag die Einwohnerzahl der Gemeinde bei etwa 1.400 Personen; gegen Ende des 19. Jahrhunderts waren es sogar über 2.600. Aufgrund der zunehmenden Mechanisierung der Landwirtschaft fehlten danach jedoch Arbeitsplätze, was in den Bergdörfern eine immer noch anhaltende Landflucht auslöste.

## Wirtschaft
Bis zur Mitte des 20. Jahrhunderts lebten die Bewohner der Gemeinde hauptsächlich als Selbstversorger von der Feldwirtschaft und von ein wenig Viehzucht; außerdem verdienten einige von ihnen als Fuhrleute ein wenig Geld. Heute werden viele leerstehende Häuser als Ferienwohnungen (casas rurales) vermietet.

## Geschichte

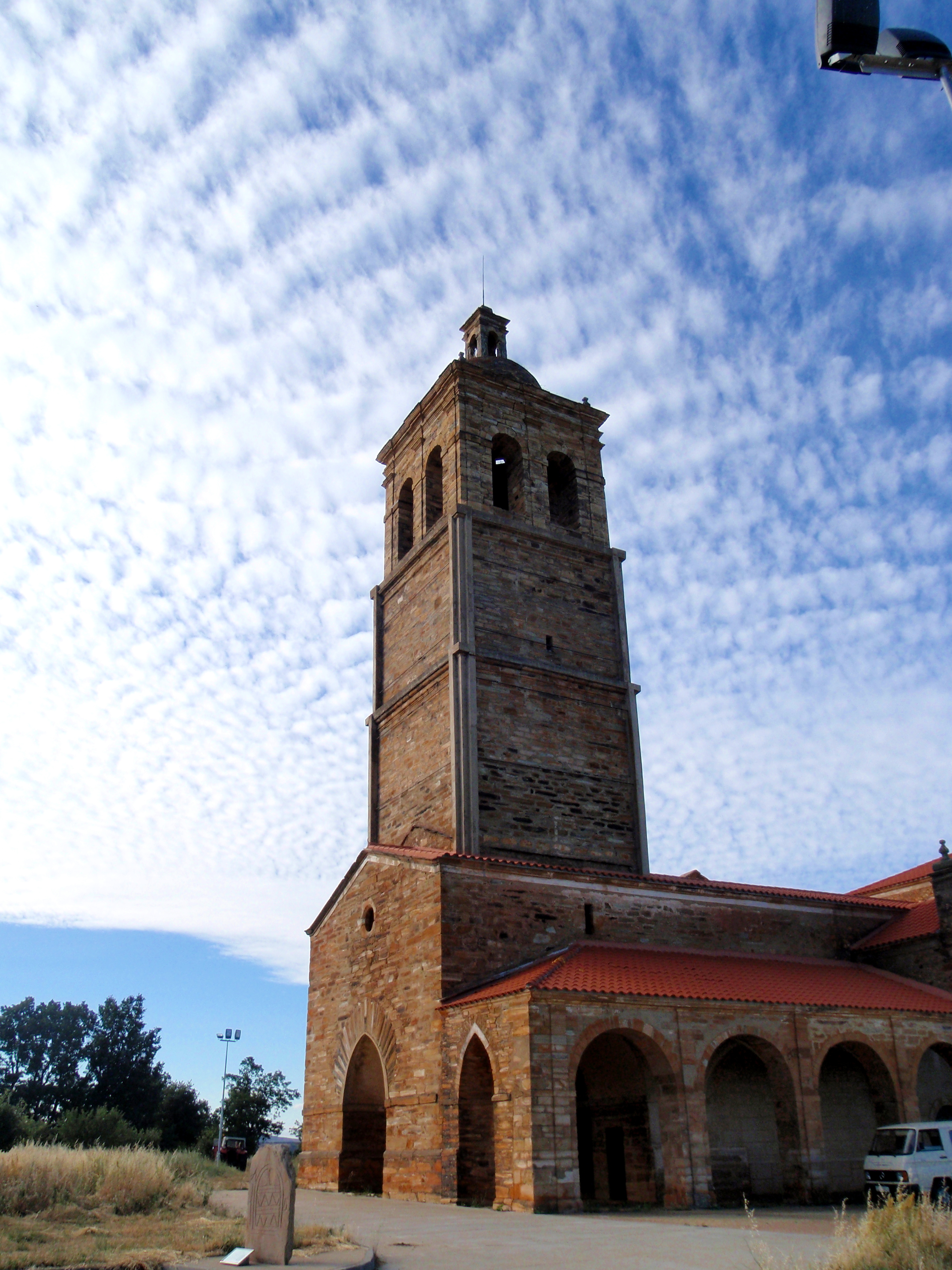
Kirche im Dorf Tabuyo del Monte mit Glockenturm und Südvorhalle (portico)

Die Römer betätigten sich in der Region als Goldsucher. Westgoten und Mauren haben dagegen keine archäologisch verwertbaren Spuren hinterlassen. Seit dem Mittelalter gehörte das Gebiet um Luyego zur Grundherrschaft (señorio) des Bistums Astorga.

## Sehenswürdigkeiten
- Die meist nur eingeschossigen älteren Häuser in den verschiedenen Dörfern wurden allesamt aus Bruchsteinen errichtet; sie haben nur wenige und meist kleine Fenster, die in früheren Zeiten nicht verglast waren, sondern mit hölzernen Läden geschlossen wurden. Einige wenige zweigeschossige Häuser verfügen über einen nach Süden ausgerichteten hölzernen Balkon.
- Die ein- manchmal auch dreischiffigen Pfarrkirchen und Einsiedeleien (ermitas) waren meist aus exakt behauenen Steinen errichtet und haben in der Regel den Eingang und eine Vorhalle (portico) auf der Südseite und einen Glockengiebel (espadaña) oder sogar einen Glockenturm (campanario) im Westen – ansonsten wurde auf äußeres Dekor weitgehend verzichtet.